# Nadia Centoni
Nadia Centoni est une joueuse italienne de volley-ball née le 19 juin 1981 à Barga (province de Lucques). Elle mesure 1,85 m et joue au poste de réceptionneuse-attaquante. Elle totalise 220 sélections en équipe d'Italie. Elle met un terme à sa carrière en 2018.

## Clubs
| Club                      | Pays    | De        | À         |
| ------------------------- | ------- | --------- | --------- |
| Club Italia               | Italie  | 1998-1999 | 1998-1999 |
| Teseco Sesto Fiorentino   | Italie  | 1999-2000 | 1999-2000 |
| Figurella Firenze         | Italie  | 2000-2001 | 2000-2001 |
| Asystel Novara            | Italie  | 2001-2002 | 2001-2002 |
| Minetti Infoplus Vicenza  | Italie  | 2002-2003 | 2002-2003 |
| Scavolini Pesaro          | Italie  | 2003-2004 | 2004-2005 |
| Megius Volley Club Padova | Italie  | 2005-2006 | 2006-2007 |
| RC Cannes                 | France  | 2007-2008 | 2013-2014 |
| Galatasaray SK            | Turquie | 2013-2014 | 2016-2017 |
| RC Cannes                 | France  | 2017-2018 | 2017-2018 |

## Palmarès

### Clubs
- Championnat de France (7)
  - Vainqueur : 2008, 2009, 2010, 2011, 2012, 2013, 2014
  - Finaliste : 2018
- Coupe de France (7)
  - Vainqueur : 2008, 2009, 2010, 2011, 2012, 2013, 2014, 2018

### Récompenses individuelles
- Ligue des Champions de volley-ball féminin 2009-2010 : Meilleure attaquante.